# Calle sin salida (película de 1937)
Calle sin salida ("Dead End"; titulada Callejón sin salida y Punto muerto en otros países) es una película de drama criminal de 1937 dirigida por William Wyler. Es una adaptación de la obra homónima de Broadway de Sidney Kingsley de 1935. Está protagonizada por Sylvia Sidney, Joel McCrea, Humphrey Bogart, Wendy Barrie y Claire Trevor. Fue la primera aparición cinematográfica del grupo de actores conocido como Dead End Kids.
La película está influenciada por el espíritu del New Deal, pero también por la necesidad de Samuel Goldwyn de reaccionar al género de gánsters con trasfondo social impuesto por su rival Warner Bros.

## Argumento
En los barrios marginales de Nueva York, en el East River, justo debajo del puente de Queensboro, la gente adinerada vive en apartamentos opulentos y lujosos disfrutando de las vistas pintorescas del río, mientras que los indigentes y los pobres viven cerca en viviendas abarrotadas e infestadas de cucarachas.
Al final de la calle hay un muelle en el East River, a la izquierda están los apartamentos de lujo, y a la derecha están los barrios marginales. Los Dead End Kids, liderados por Tommy Gordon, son una pandilla de pilluelos callejeros que ya están bien encaminados hacia una vida de delitos menores. Los miembros de la pandilla, además de Tommy, incluyen a Dippy, Angel, Spit, TB y Milty, el chico nuevo de la cuadra en busca de amigos. Spit es un poco malicioso y tiene una veta cruel, e inicialmente intimida al recién llegado, robándole el cambio del bolsillo. Sin embargo, Tommy finalmente deja que Milty se una a la pandilla, y resulta ser un amigo leal y generoso.
La hermana de Tommy, Drina, sueña con casarse con un extraño apuesto y rico, que los rescate a Tommy y a ella de esta miserable vida de pobreza, y ayudara a evitar que Tommy crezca y se convierta en un mafioso como Hugh "Baby Face" Martin, que ha regresado al barrio para visitar a su madre y a su novia de la infancia. Dave Connell, criado en la misma calle que Martin, lo reconoce y le advierte que se mantenga alejado, pero Martin lo ignora con desdén. Dave, un arquitecto frustrado que actualmente tiene trabajos ocasionales, es amigo de la infancia de Drina. Está teniendo una aventura con la amante de un hombre rico, Kay Burton. Aunque Dave y Kay se aman, saben que no pueden estar juntos porque Dave no puede brindarle el tipo de estilo de vida que ella desea.
Mientras tanto, los niños atraen a Philip, un niño rico de los apartamentos, a un sótano, donde lo golpean y lo roban. Cuando el padre del niño intenta intervenir, Tommy termina apuñalándolo en el brazo. Escapa de la policía y se esconde.
Posteriormente, Martin es rechazado por su madre, que lo denuncia como asesino, y rechazado por su exnovia, Francie, que ahora es prostituta y "enferma". Abatido por la visita fallida, decide secuestrar al niño rico a cambio de un rescate para que el viaje de regreso valga la pena. Dave ve a Martin y sus cómplices planeando el secuestro y nuevamente le advierte que se vaya. Martin lo apuñala y Hunk lo empuja al río. Consiguiendo salir del río, Dave persigue a los matones, noquea a Hunk y persigue a Martin por los tejados antes de arrinconarlo en una escalera de incendios. En medio de una lluvia de balas, logra herir a Martin, que cae a la calle. Mientras está en el suelo, Martin se enfrenta a los policías que se aproximan en un tiroteo, disparando a una pareja antes de que abran fuego y lo maten.Mientras la policía y una multitud de personas se reúnen alrededor del cuerpo de Martin, el portero reconoce a Spit como miembro de la pandilla que atacó al padre del niño rico y lo identifica con el oficial Mulligan. Spit se exonera a sí mismo al informar a la policía que Tommy hirió al hombre, quien regresó para despedirse de Drina antes de huir.
Mientras tanto, Kay se acerca a Dave y le pide que se vaya con ella, usando el dinero de la recompensa que recibió por matar a Martin. Dave se niega y Kay regresa con el hombre a quien no ama, pero que puede brindarle seguridad financiera.
Tommy se entera de la traición de Spit y trata de ponerle la marca del "chillador", que es una herida de cuchillo en la mejilla. Antes de que pueda hacerlo, interviene Dave, que con Drina  convence a Tommy de que se entregue a la policía. Dave luego se ofrece a usar el dinero de su recompensa para pagar la defensa de Tommy. Mientras Drina, Dave y Tommy se van con Mulligan, el resto de los Dead End Kids deambulan en la noche, cantando "Si tuviera las alas de un ángel, volaría sobre los muros de esta prisión" ("If I had the wings of an angel, over these prison walls I would fly.").

## Reparto
| - Sylvia Sidney como Drina Gordon - Joel McCrea como Dave Connell - Humphrey Bogart como Hugh "Baby Face" Martin - Wendy Barrie como Kay Burton - Claire Trevor como Francey - Allen Jenkins como Hunk - Marjorie Main como Mrs. Martin - Charles Peck como Philip Griswald - Minor Watson como Mr. Griswald - James Burke como Officer Mulligan - Ward Bond como Doorman | - Elisabeth Risdon como Mrs. Connell - Esther Dale como Mrs. Fenner - George Humbert como Pascagli - Marcelle Corday como Governess - Charles Halton como Whitey - Billy Halop como Tommy Gordon - Huntz Hall como Dippy - Bobby Jordan como Angel - Leo B. Gorcey como Spit - Gabriel Dell como T.B. - Bernard Punsly como Milton 'Milty' |

## Producción
Goldwyn quería que George Raft interpretara al gánster, pero lo rechazó, diciendo que el papel era demasiado antipático.  Calle sin salida se filmó desde el 4 de mayo hasta mediados de julio de 1937 en un solo set enorme.
Robert Osborne, historiador de cine, afirmó que a Joel McCrea le resultó difícil trabajar con Humphrey Bogart, especialmente durante la escena "en la azotea, con las armas listas y muy cerca el uno del otro. Durante el rodaje de esa escena, McCrea no dejaba de estremecerse y el director William Wyler tuvo que seguir haciendo más tomas. Finalmente, Wyler apartó a McCrea y le preguntó qué le pasaba. McCrea, avergonzado de decírselo, explicó que Bogart le escupía en la cara cuando hablaba, no exactamente lo que Wyler esperaba escuchar o que fuera el problema. Sucede con los actores más de lo que puedas imaginar".
"El pesimismo social de Dead End, que constituye una marcada antítesis del optimismo soñador de las películas del New Deal de Frank Capra, un contemporáneo de Wyler [...] se refleja en la puesta en escena de los espacios cinematográficos. El camarógrafo de Wyler, Gregg Toland, abrió nuevos caminos para hacer justicia al tema. Fue uno de los primeros en usar una cámara Mitchell BNC. Al prescindir de la cabina de sonido voluminosa habitual, no solo era más móvil, lo que era bueno para los paseos en carro en los espacios más reducidos, sino que también permitía exponer el material de la película con mayor intensidad al eliminar la placa de vidrio de la carcasa. Esto permitió a Toland, que también utilizó imágenes de alta sensibilidad, aumentar la profundidad de campo en algunas tomas para capturar los contrastes sociales del escenario de la película en una sola toma."
"Una anécdota muy conocida es la confrontación de Wyler con el productor Samuel Goldwyn, quien preferiría ver el costoso plató limpio y reluciente que abarrotado de basura y desorden, como pretendía el director. El resultado es una simbiosis de color local realista, y estética de estudio artificial, que se convierte en una parte integral del concepto de imagen." Según el relato de Lillian Hellman, Goldwyn "despidió a Willy" por negarse a limpiar la basura con la que Wyler había tratado de aumentar el realismo del conjunto. Goldwyn le dijo a Hellman que reemplazaría a Wyler con Lewis Milestone, pero luego volvió a traer a Wyler al proyecto cuando Hellman dijo: "Trabajo con Wyler. No trabajaré con nadie más ". Wyler fue reintegrado al proyecto en dos días.

## El lugar en la actualidad
Las direcciones escénicas de la obra indican que el Rockefeller Center se puede ver en la distancia, lo que indicaría la ubicación del muelle alrededor de la calle 50 en Manhattan. En la película, la ubicación se hace más definida como la calle 53, junto a un edificio de lujo que obviamente es River House, que aún existe.
La calle sin salida era la esquina de East 53rd Street y East River. Sutton Place South corre hacia el norte desde East 53rd Street en esa esquina. Los productores de la obra y la película hicieron un gran esfuerzo para recrear esa misma área en el escenario. River House al final de East 53rd Street se parece mucho a la casa de los Griswald en la obra de teatro y la película. Se pueden encontrar rastros de algunos de los locales en Dead End en esa área, sin embargo, el muelle y las viviendas desaparecieron y Dead End ahora es parte de Sutton Place Park y la salida 11 de FDR Drive.
El nombre oficial de los niños "Dead End" está escrito con tiza en la pared de ladrillos detrás de los niños mientras juegan a las cartas. Este muro y la inscripción se muestran en varias escenas a lo largo de la película. El grafiti dice: E 54th Place Gang Member Only.
Escribiendo en The New York Times, Carter B. Horsley dijo de River House: "Erigida en 1931 cuando su área aún estaba repleta de viviendas, fue objeto de burla en la famosa y popular película de 1936, 'Calle sin salida', que fue la adaptación de Lillian Hellman de la obra de teatro de Sidney Kingsley". 

## Recepción
Escribiendo para Night and Day en 1937, Graham Greene le dio a la película una buena crítica, calificándola como "una de las mejores películas del año". Si bien expresó leves quejas de que la película "da un tono demasiado melodramático", Greene prodigó elogios por la "dirección fina y flexible" y la actuación de Humphrey Bogart, a la que Greene llamó "la mejor interpretación que Bogart haya dado".
David Gartner señaló que "Casi insidiosamente, Calle sin salida presenta su brillantez innovadora, que es llevada por un conjunto excepcional, utilizando al máximo los medios de diseño técnico. La jerga neoyorquina realista de los diálogos también da autenticidad a los personajes. A pesar de una polarización simplificadora al servicio de la crítica social, el trabajo de dirección de Wyler es un ejemplo impresionante del potencial artístico de Hollywood al más alto nivel."
Tino Balio señala que Calle sin salida fue "influenciada por el drama estadounidense de la conciencia social", y que la película muestra "los barrios marginales como caldo de cultivo para los delincuentes... tratando al delincuente no como un heroico individual sino como un problema social". Balio cita a Peter Roffman y Jim Purdy en estas películas sobre problemas sociales: están "poblados por delincuentes juveniles a punto de iniciarse en el crimen y ex convictos luchando  para ir derecho contra una sociedad intolerante. En ambos casos, la simpatía es con el criminal y contra la institución social".

### Premios y honores
Calle sin salida fue nominada al Premio de la Academia a la Mejor Película, Mejor Dirección Artística (Richard Day), Premio de la Academia a la Mejor Fotografía (Gregg Toland) y Mejor Actriz de Reparto (Claire Trevor).
En 2008, el American Film Institute nominó esta película para su lista Top 10 Gangster Films.

## Legado
El grupo de jóvenes actores de la ciudad de Nueva York que apareció en la obra de Broadway La calle sin salida de Sidney Kingsley en 1935 había sido llevado a Hollywood por el productor Samuel Goldwyn para aparecer en esta versión cinematográfica. Demostraron ser tan populares como Dead End Kids, que continuaron haciendo más de 60 películas bajo varios apodos, incluidos Little Tough Guys, East Side Kids y Bowery Boys, durante 20 años hasta 1958.